# Fleischeuter
Als Fleischeuter bezeichnet man in der Milchproduktion und Tiermedizin ein Euter, bei dem das Drüsengewebe reduziert ist und stattdessen der Bindegewebsanteil überwiegt. Das Euter ist zwar voluminös, liefert aber nur wenig Milch, weswegen es in der Rinderzucht unerwünscht ist. Auch nach dem Melken ist das Euter immer noch groß, fest und derb.